# Millesgården
Millesgården – muzeum sztuki i ogród rzeźb przy domu szwedzkiego rzeźbiarza Carla Millesa i jego żony Olgi Milles w Lidingö pod Sztokholmem.

## Galeria
Rzeźby w Millesgården

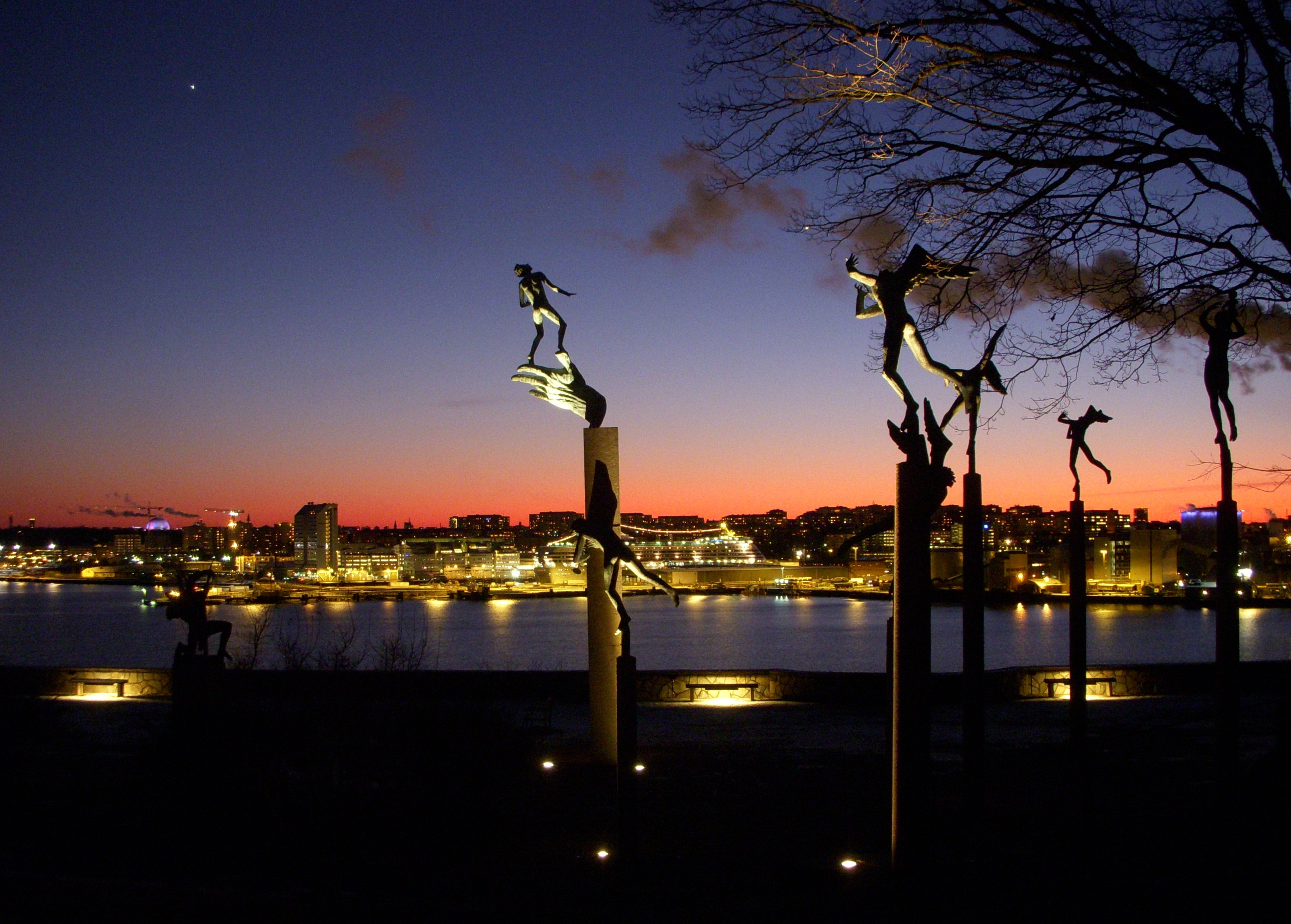
Muzyczne anioły
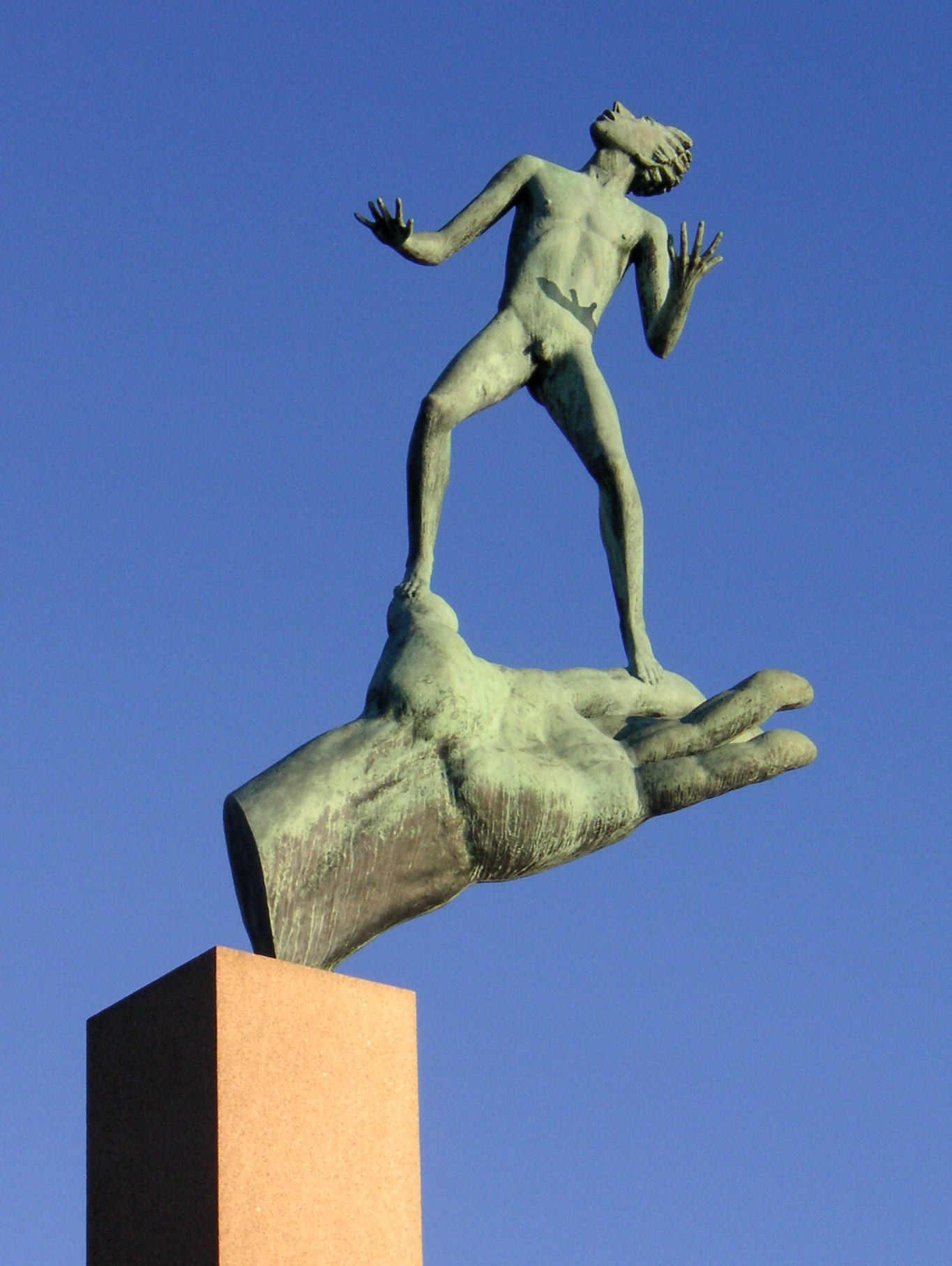
Ręka Boga
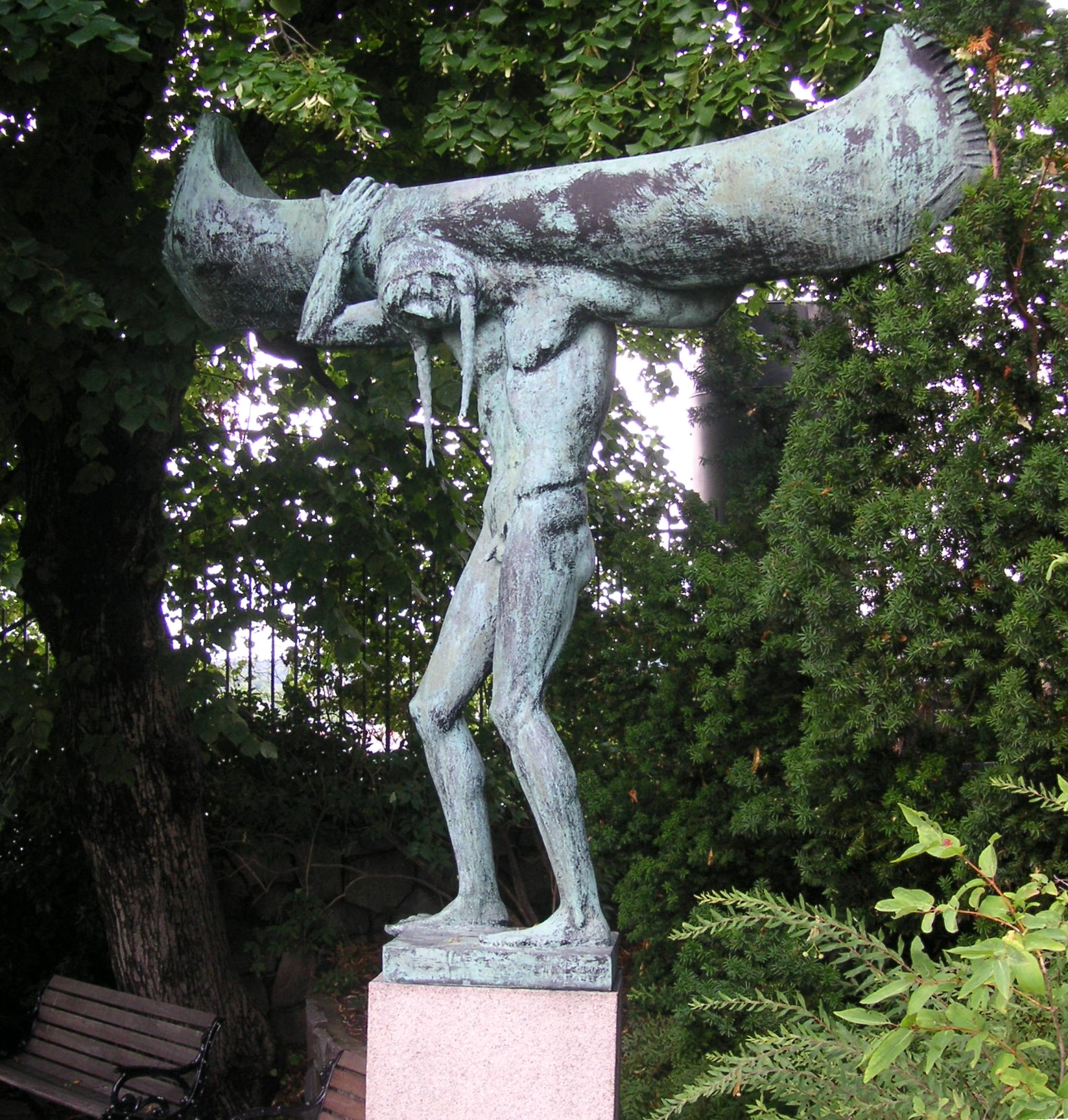
Indianin z kajakiem
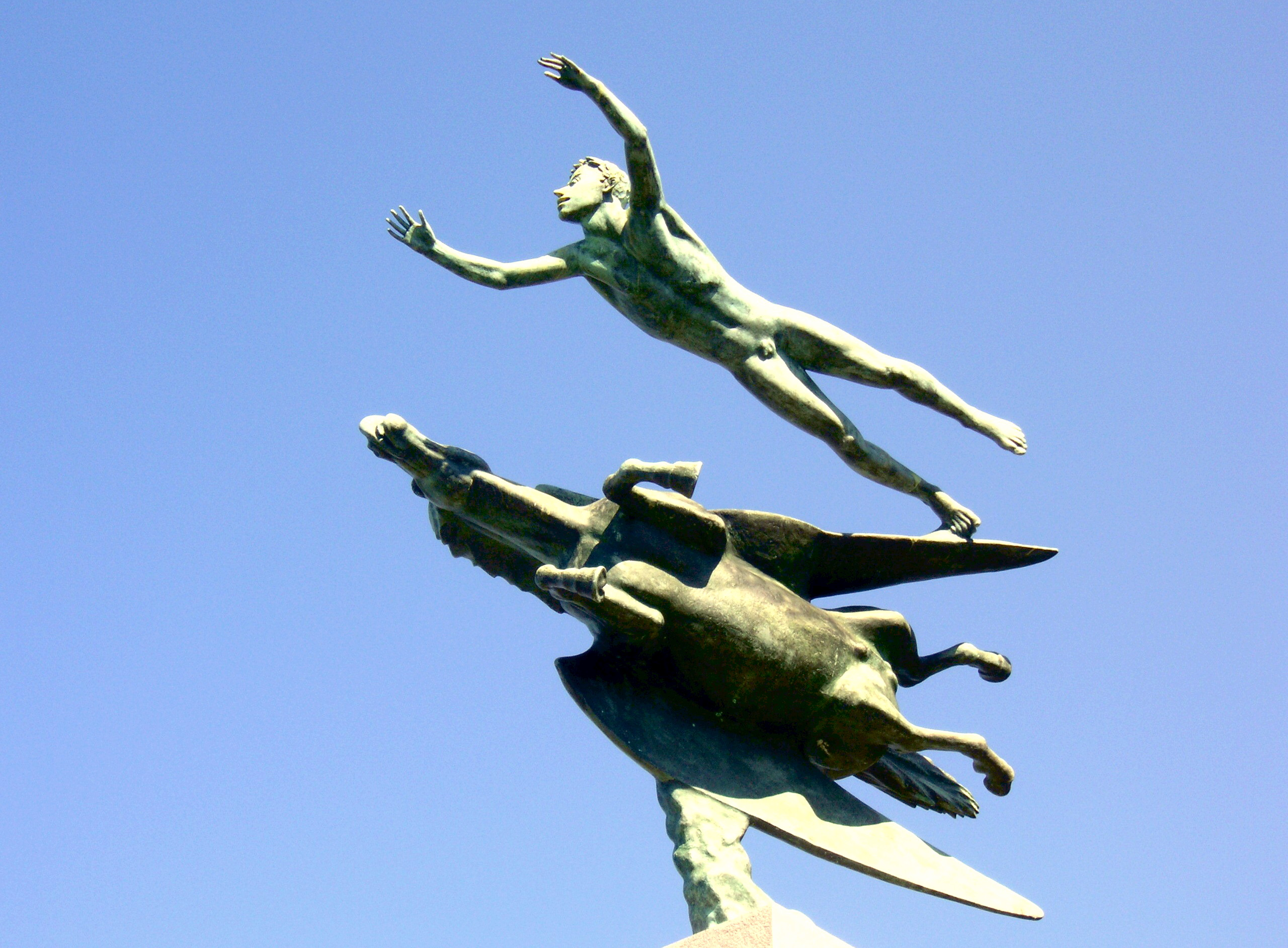
Człowiek i pegaz

Budynki w Millesgården

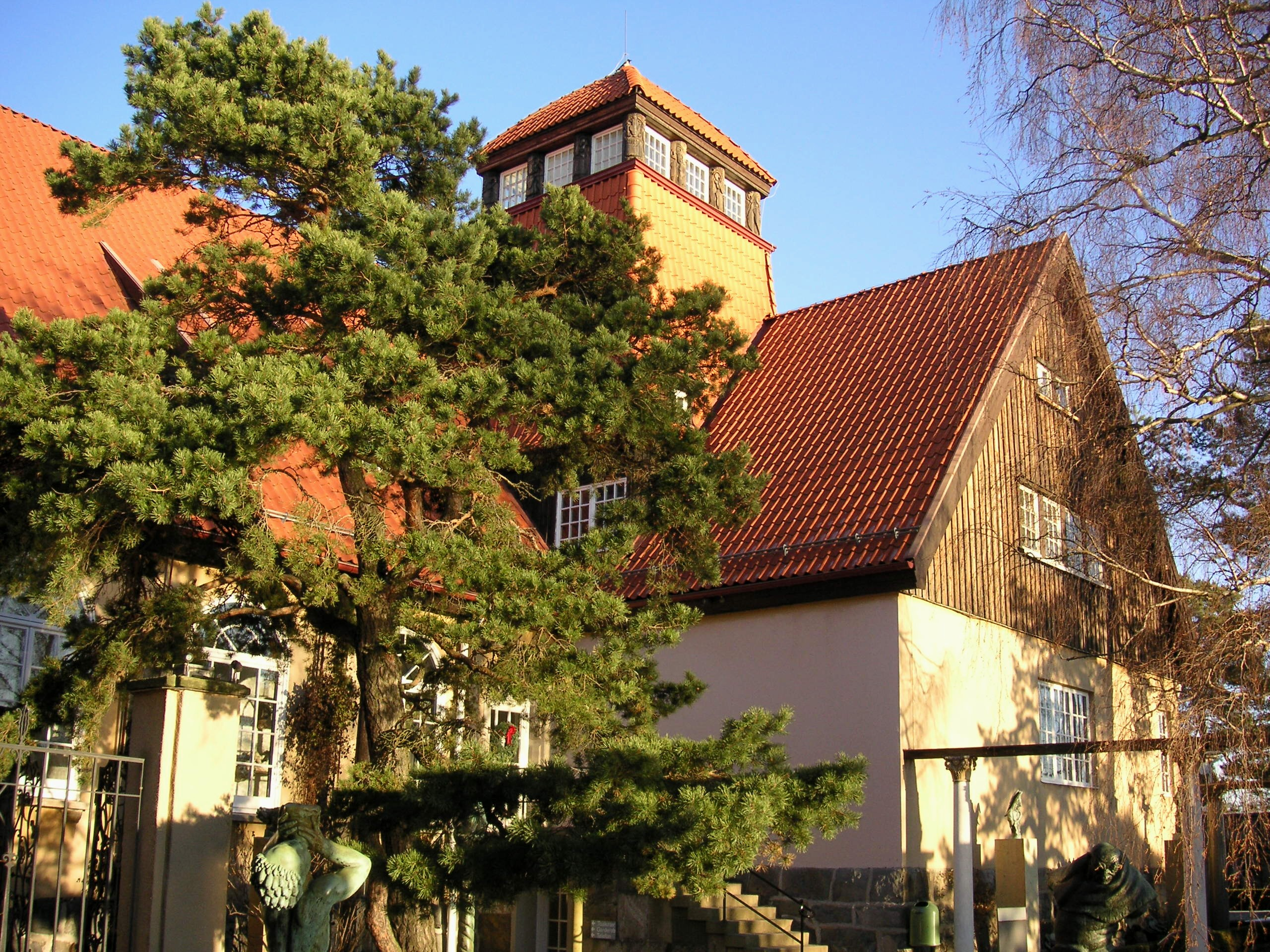
Dom Millesa
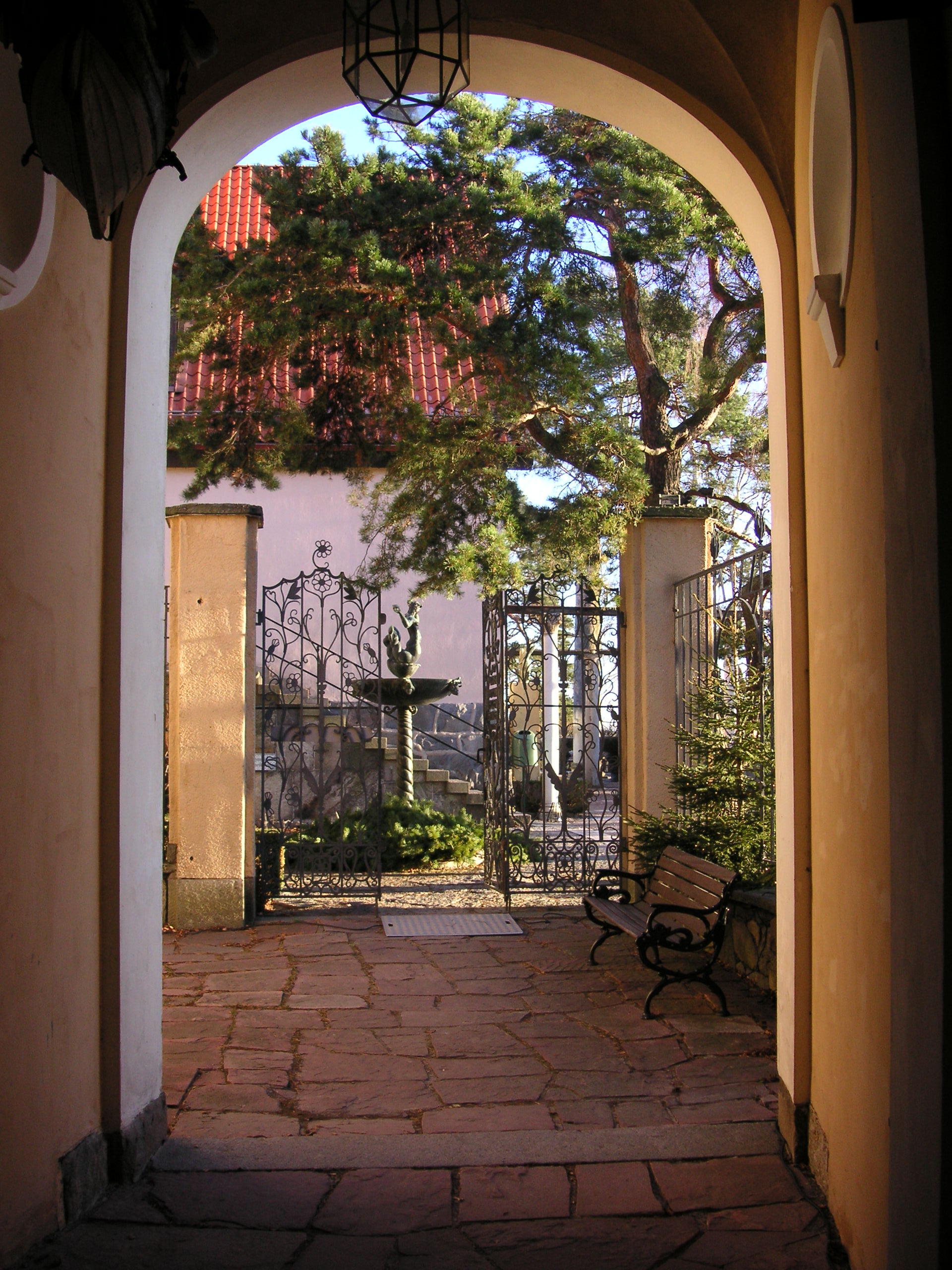
Stary portal
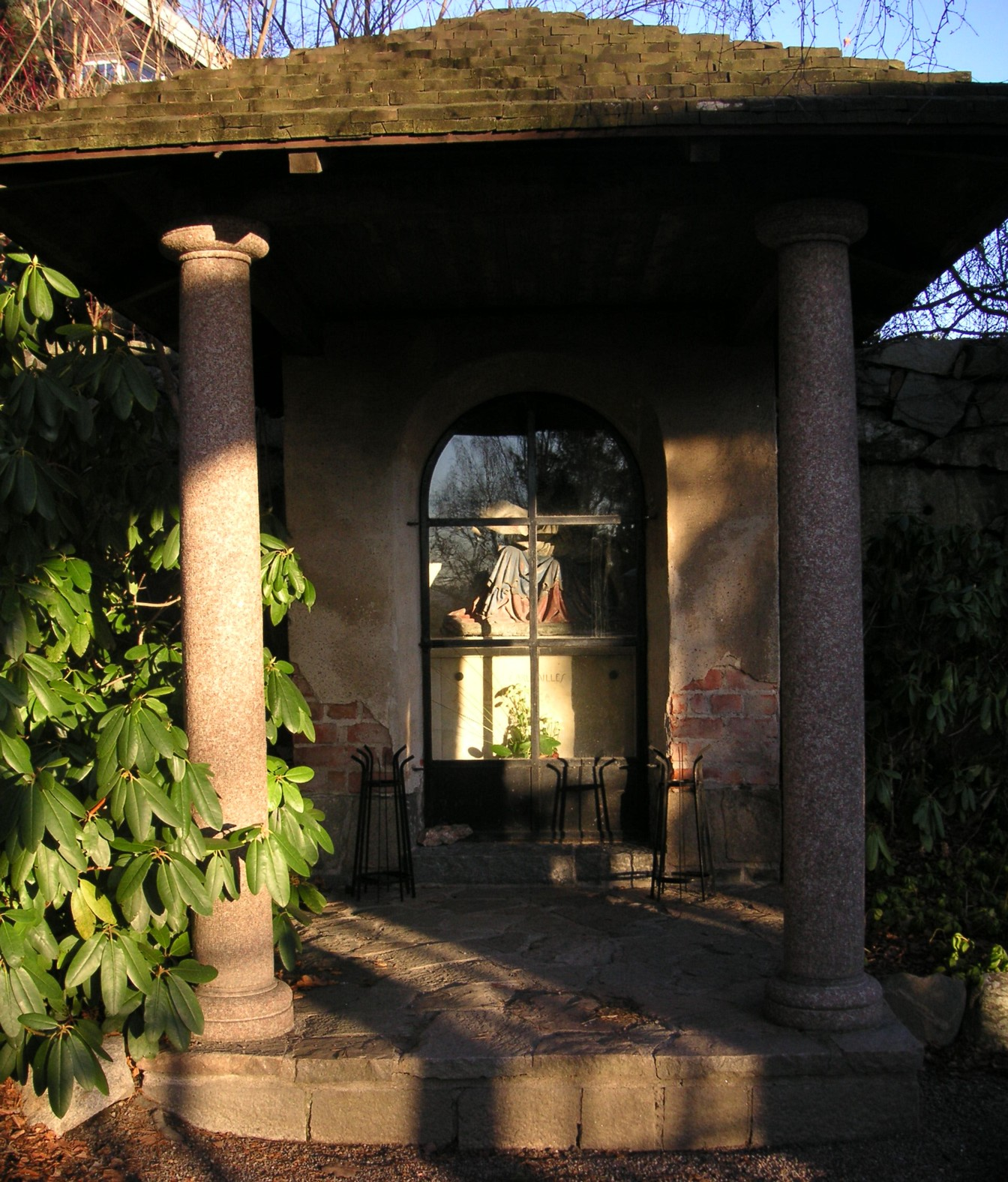
Kapliczka
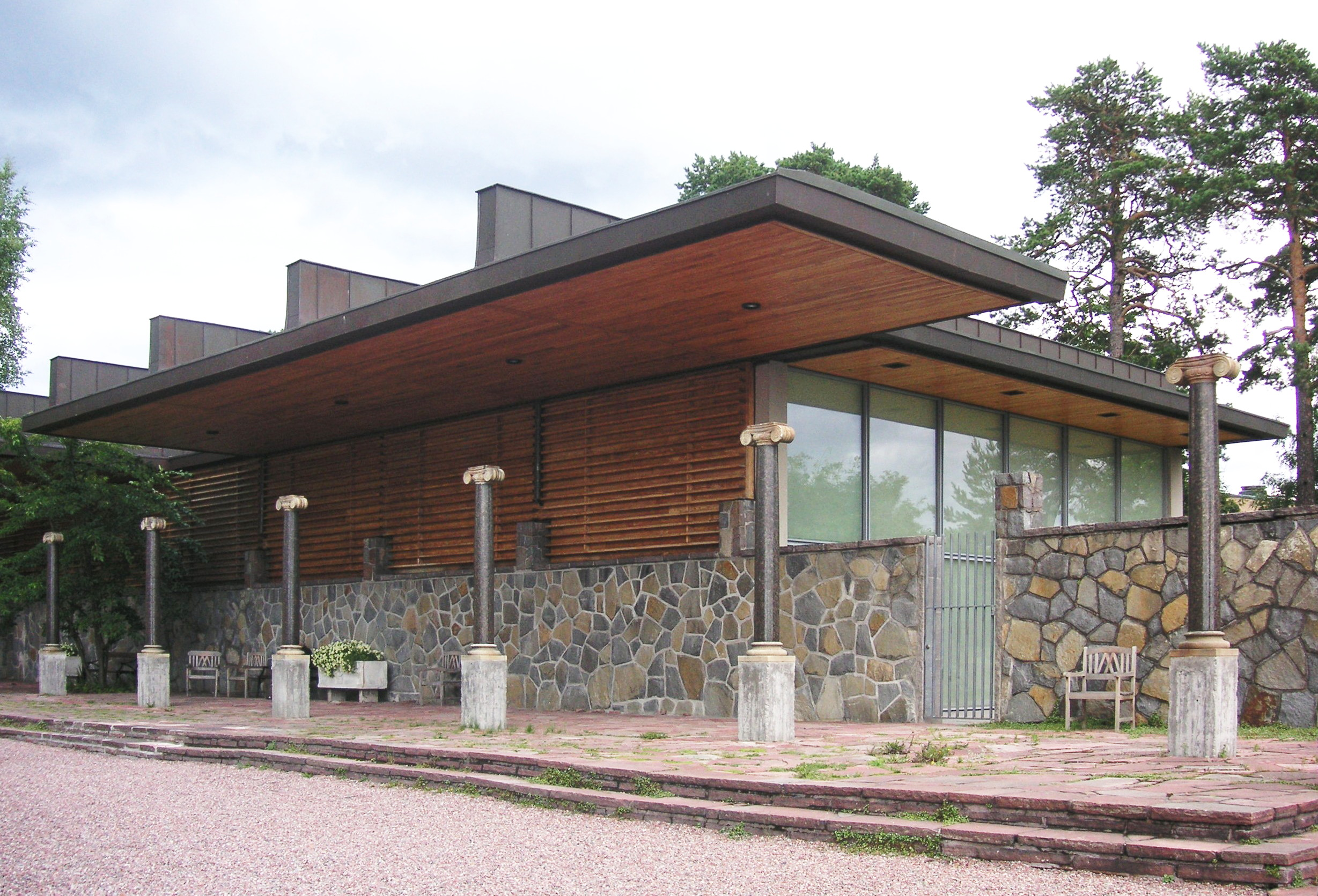
Galeria sztuki Johana Celsingsa na terenie Millesgården